# Reddo Burū
Reddo Burū (フツーに聞いてくれ?  Lit. Rojo Azul) es una serie japonesa de manga escrita por Atsushi Namikiri. Centrada en el MMA japonés, el manga comenzó a serializarse en la revista de shōnen Shūkan Shōnen Sunday de Shōgakukan en enero de 2022. Una adaptación dramática televisiva de acción real se emitió desde diciembre de 2024 hasta febrero de 2025.

## Personajes
- Aoba Suzuki (鈴木青葉, Suzuki Aoba)
- Kenshin Akazawa (赤沢拳心, Akazawa Kenshin)
- Sannosuke Iwase (岩瀬三之助, Iwase Sannosuke)
- Kanenari Tokiwa (時和金成, Tokiwa Kanenari)
- Wataru Amachi (雨地渉, Amachi Wataru)
- Kota Tamamatsu (玉松光太, Tamamatsu Kōta)
- Yuga Hazuru (羽鶴結雅, Hazuru Yuga)
- Ganmaru Nueji (鵺路雁丸, Nueji Ganmaru)
- Amu Hiiragi (柊愛矛, Hīragi Amu)
- Mamoru Hachiya (鉢屋守, Hachiya Mamoru)

## Contenido de la obra

### Manga
Escrito e ilustrado por Atsushi Namikiri, el manga comenzó a serializarse en la revista de shōnen manga de Shogakukan, Shūkan Shōnen Sunday, el 12 de enero de 2022. Sus capítulos se han compilado en trece volúmenes tankōbon a partir de marzo de 2025.

### Drama
Se anunció una adaptación televisiva de acción real en la edición 43/2024 de Shūkan Shōnen Sunday, publicada el 18 de septiembre de 2024. El drama es producido por C&I Entertainment y dirigido por Takayuki Hayashi y Takeshi Furusawa, con guiones escritos por Shuho Takase, Hikaru Kimura y Keita Meguro, dirección de acción de Keiya Tabuchi y supervisión de MMA de Yushin Okami. Se emitió en el bloque de programación Dramaism de MBS y TBS del 18 de diciembre de 2024 al 12 de febrero de 2025. El tema principal, My Pride, es interpretado por Ma55ive the Rampage.

### Otros medios
En julio de 2023, se anunció una colaboración con la organización de artes marciales mixtas GRACHAN. La serie patrocinó un torneo de preparatoria llamado «MMA Koshien», organizado por GRACHAN. El torneo se representó inicialmente en la serie. Las clasificatorias regionales se llevaron a cabo de septiembre a diciembre de 2023, mientras que el torneo nacional tuvo lugar en febrero de 2024.

## Recepción
El séptimo volumen de la serie contó con una recomendación del peleador de MMA japonés Kyoji Horiguchi. Fue nominado para el 70º Premio Shogakukan Manga en 2024.